# 涡环

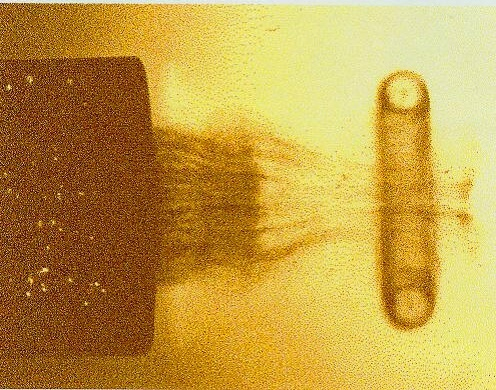
飞行中出現的涡环

涡环又称环形涡旋，是指流体中出現的环面状的渦旋。湍流中的液体和气体中經常出現涡环。例如蘑菇云和下擊暴流中就存在涡环，煙圈就是一種涡环。另外有些大砲在發射時也会形成涡环。 